# 赫倫 (蒙大拿州希爾縣)
赫倫（英語：Herron）是位於美國蒙大拿州希爾縣的普查規定居民點。

## 人口
根據2020年美國人口普查的數據，赫倫的面積為12.13平方千米，皆為陸地。當地共有人口88人，而人口密度為每平方千米7.25人。